# 노스라스베이거스 경찰국

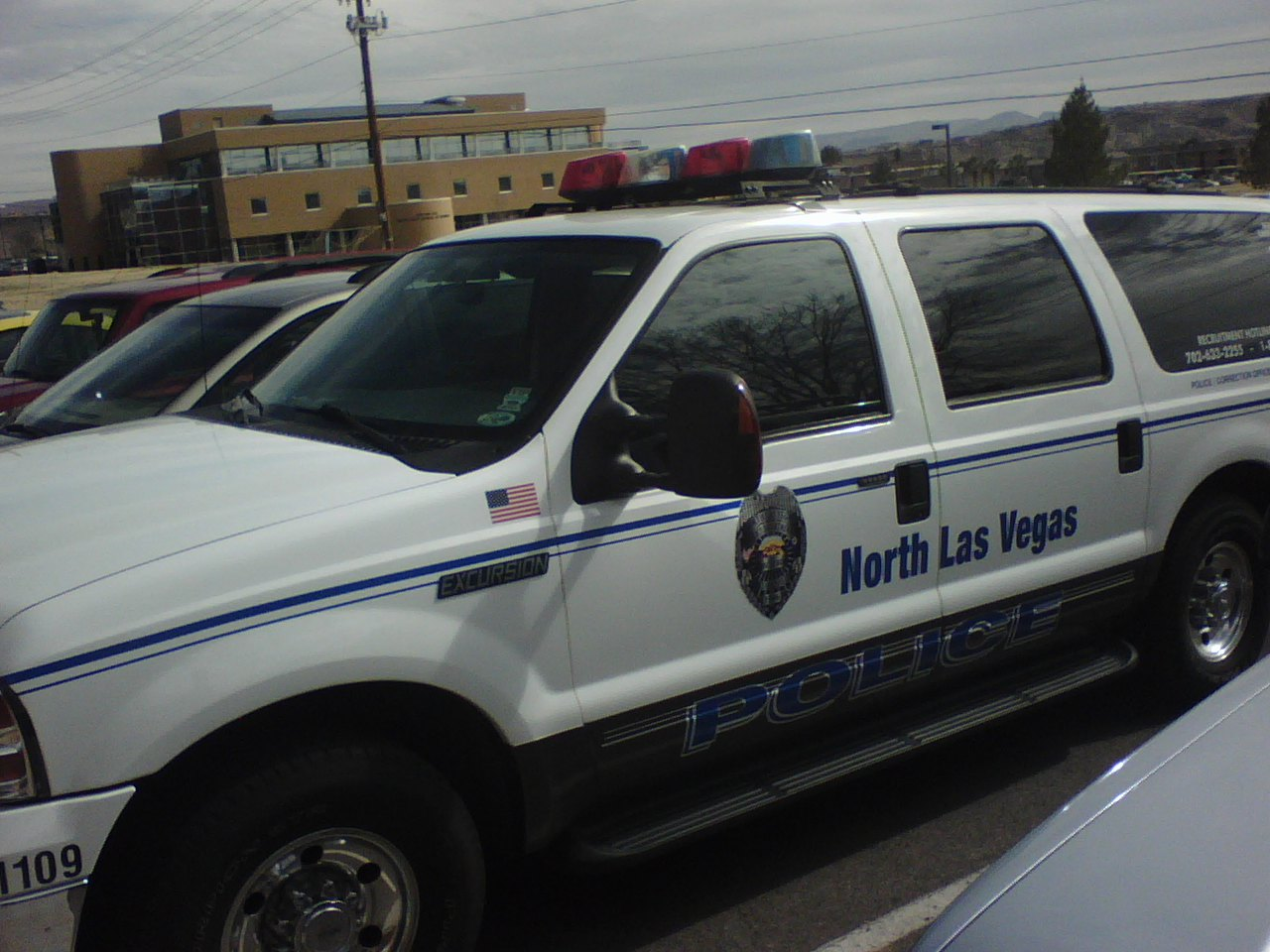
노스 라스베가스 경찰의 경찰차

노스라스베가스 경찰국(North Las Vegas Police Department, NLVPD)은 미국 네바다주 노스라스베가스에 본부를 둔 미국의 경찰이다.